# Cerodontha ecaudata
Cerodontha ecaudata este o specie de muște din genul Cerodontha, familia Agromyzidae, descrisă de Mitsuhiro Sasakawa în anul 2005. Conform Catalogue of Life specia Cerodontha ecaudata nu are subspecii cunoscute.